# Althepus xianxi
Espèce
Althepus xianxi est une espèce d'araignées aranéomorphes de la famille des Psilodercidae.

## Distribution
Cette espèce est endémique de la province de Yala en Thaïlande,. Elle se rencontre vers Ban Bo Nam Ron.

## Description
Le mâle holotype mesure 3,22 mm et la femelle paratype 3,00 mm.

## Publication originale
- Liu, Li, Wongprom, Zheng & Li, 2017 : Eleven new species of the spider genus Althepus Thorell, 1898 (Araneae, Ochyroceratidae) from Thailand. Zootaxa, no 4350(3), p. 469-499.